# Solanum huancabambense
Solanum huancabambense är en potatisväxtart som beskrevs av Carlos M. Ochoa. Solanum huancabambense ingår i släktet skattor som ingår i familjen potatisväxter. Inga underarter finns listade i Catalogue of Life.